# Colletes cyanescens
Colletes cyanescens là một loài Hymenoptera trong họ Colletidae. Loài này được Haliday mô tả khoa học năm 1836.